# Busta Voe

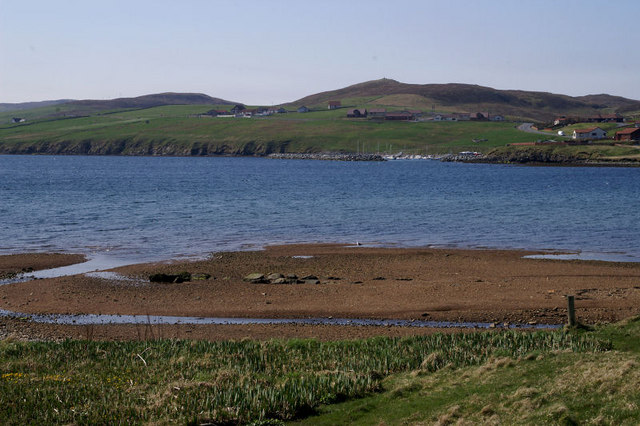
Nördliches Ende der Busta Voe

Die Busta Voe ist eine Bucht (Voe) des Nordatlantiks, die im Nordwesten der zu Schottland zählenden Shetlands liegt.

## Geographie
Die Busta Voe erstreckt sich von der St Magnus Bay nach Nordosten. Eine benachbarte Bucht ist der Olna Firth im Südosten. Am nördlichen Ende der Busta Voe liegt die Stadt Brae. Weitere Ortschaften am Ufer der Bucht sind Busta und Roesound im Westen sowie Burravoe im Osten. Die im Südwesten gelegene Insel Muckle Roe schützt die Busta Voe vor Einflüssen vom Atlantik, die ihr gegenüber gelegene Landspitze Hevden Ness markiert das südliche Ende der Bucht.

## Historisches
Im Rahmen der historischen Gliederung Schottlands in Civil Parishes zählt die Busta Voe zu Delting.